# Hercostomus geminatus
Hercostomus geminatus är en tvåvingeart som beskrevs av Becker 1922. Hercostomus geminatus ingår i släktet Hercostomus och familjen styltflugor. Inga underarter finns listade i Catalogue of Life.